# 117350 Saburo
117350 Saburo è un asteroide della fascia principale. Scoperto nel 2004, presenta un'orbita caratterizzata da un semiasse maggiore pari a 3,1461873 UA e da un'eccentricità di 0,1262649, inclinata di 17,03109° rispetto all'eclittica.
L'asteroide è dedicato al padre dello scopritore, Saburo Itagaki (1916-1983).